# Взятие Брешии Суворовым
Взятие Брешии Суворовым (10 (21) апреля 1799) было первой операцией А. В. Суворова в ходе Итальянского похода русско-австрийской армии против французских войск в северной Италии в апреле—августе 1799 года. Поход явился частью войны Второй коалиции.

## Развитие событий

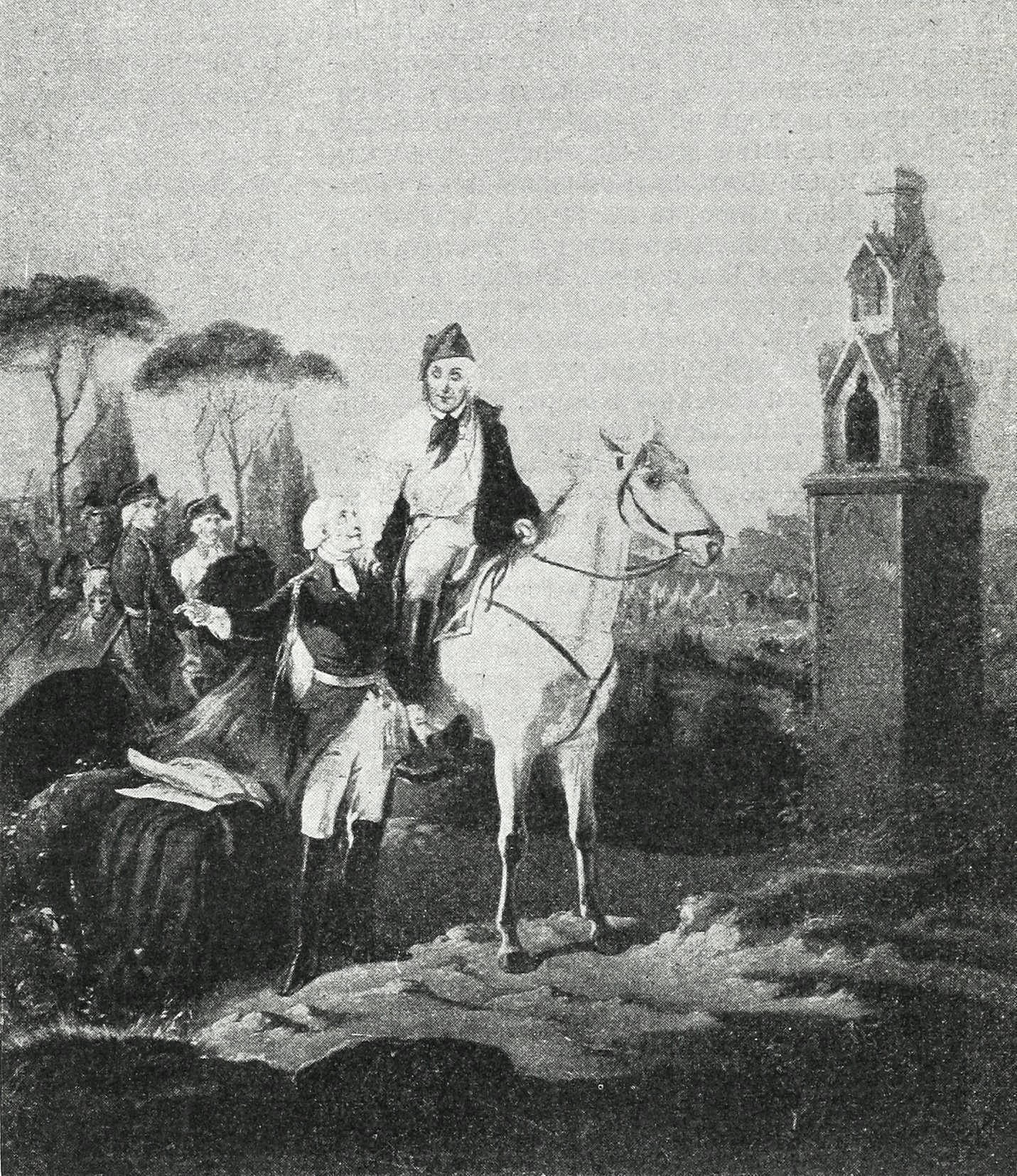
А.В. Суворов в Италии.

Суворов прибыл к австрийской армии ещё 4 апреля, но в течение трёх дней ожидал подхода русских войск. Мнение историков разделилось. Одни упрекают его за потерю нескольких дней, когда он мог преследовать неприятеля и с одними австрийцами. Другие оправдывают его тем, что первая победа над французами в этой кампании, одержанная 25 марта, была довольно сомнительной, в результате чего неприятель отступал спокойно, а союзным войскам предстояло не преследование, а наступление.
На рассвете 8 апреля союзная русско-австрийская армия численностью 52 тыс. человек начала наступление против французов, оставив 14,5 тыс. для наблюдения за Мантуей и Пескьерой. 10 апреля войска Суворова подошли к городу Брешии, в то время насчитывавшей 40 тысяч жителей и занятой французским гарнизоном из 1100 солдат. Суворов понимал важность впечатления, которое должна была произвести первая боевая встреча под его командованием и приказал штурмовать крепость, а не заключать с комендантом почётной капитуляции. «Иначе, — говорил Суворов, — неприятель будет держаться в каждом блокгаузе, и мы будем терять и время, и людей».
Австрийцы подойдя к городу, открыли артиллерийский огонь и заняли командующие высоты с северной стороны; Багратион расположился с западной и преградил французам пути отступления. Французский генерал Бузэ не мог с малыми силами оборонять обширного города, а потому отступил в цитадель. Жители города, раздражённые поборами и насилиями французов, отворили союзникам городские ворота и опустили мосты, а сами бросились грабить дома французских сторонников. Австрийцы и Багратион одновременно вошли в город и стали готовиться к штурму цитадели, так как на предложение сдаться Бузэ отвечал выстрелами. Однако французы не выдержали. Видя деятельные приготовления и догадываясь, что они делаются не для одного только устрашения, Бузэ изменил своё первоначальное намерение и после нескольких часов канонады сдался, не дождавшись атаки. Гарнизон вместе с госпиталем оказался в 1264 человека; союзникам досталось 46 орудий, потерь убитыми и ранеными не было.

## Результаты
Результатом операции было довольно как австрийское, так и русское командование. Суворов сильно приукрасил взятие Брешии, написав в донесении, что войска действовали «под жестокими пушечными выстрелами» и что неприятель сдался «по упорном сопротивлении», город же назван крепостью на том основании, что окружён каменной стеной с башнями. Так Суворов пытался произвести благоприятное впечатление на союзные правительства, не скрывая истинного итога, что взятие Брешии обошлось без убитых и раненых со стороны союзников. Это прекрасно характеризует Суворова как политика, который постоянно пользовался подобными приёмами для налаживания хороших отношений с союзниками. Так, например, он преувеличивал значение австрийцев при захвате города, хотя русские войска действовали наравне.
Вместе с Брешией был получен литейный завод, обеспечено сообщение армии с Тиролем и, главное, было произведено сильное влияние, как на местное население, так и на войско, которое «требовало, чтоб его вели к новым победам». Порядок был восстановлен в городе не без труда, однако Суворов, зная темперамент итальянцев, приказал обезоружить жителей всей области, учредив в ней прежнее правление.
Находясь в Павловске при получении известия об этой победе, Павел I приказал отслужить в придворной церкви благодарственный молебен и потом провозгласить многолетие «победоносцу Суворову-Рымникскому». Такой же молебен отслужен и в Петербурге; кроме того император удостоил Суворова очень милостивым рескриптом. «Начало благо», писал он: «дай Бог, чтобы везде были успехи и победа. Вы же, умея с нею обходиться, верно и в службе нашей её из рук ваших не выпустите, в чём поможет вам успеть особенная и давнишняя личная привязанность её к вам самим». Награждая, по представлению Суворова, отличившихся и во главе их князя Багратиона, Государь велел всем офицерам, бывшим в деле, объявить монаршее благоволение, а унтер-офицерам и рядовым выдать по рублю. «Дай Бог им здоровья», говорилось в конце рескрипта: «а бить неприятеля станем; этого дела они были и будут мастера». Государь выразил своё внимание к Суворову ещё и другим путём. Когда, при возглашении фельдмаршалу многолетия после молебна, молодой граф Аркадий, растроганный и смущённый такою неожиданностью, бросился перед Императором на колени и поцеловал его руку, то Государь похвалил его сыновние чувства и велел ему ехать в Италию, к отцу, сказав: «учись у него, лучше примера тебе дать и в лучшие руки отдать не могу».

## Последующие действия
14 апреля Суворов подошёл к реке Адде, где 15-17 апреля состоялось сражение, в котором французы (командующий — генерал Моро) были разбиты, потеряв 2,5 тыс. убитыми и ранеными, 5 тысяч пленными и 27 орудий (союзники — около 2 тыс. убитыми и раненными). После победы Суворов двинулся к Милану, куда и вступил без боя 18 (29) апреля.